# Contrescarpe

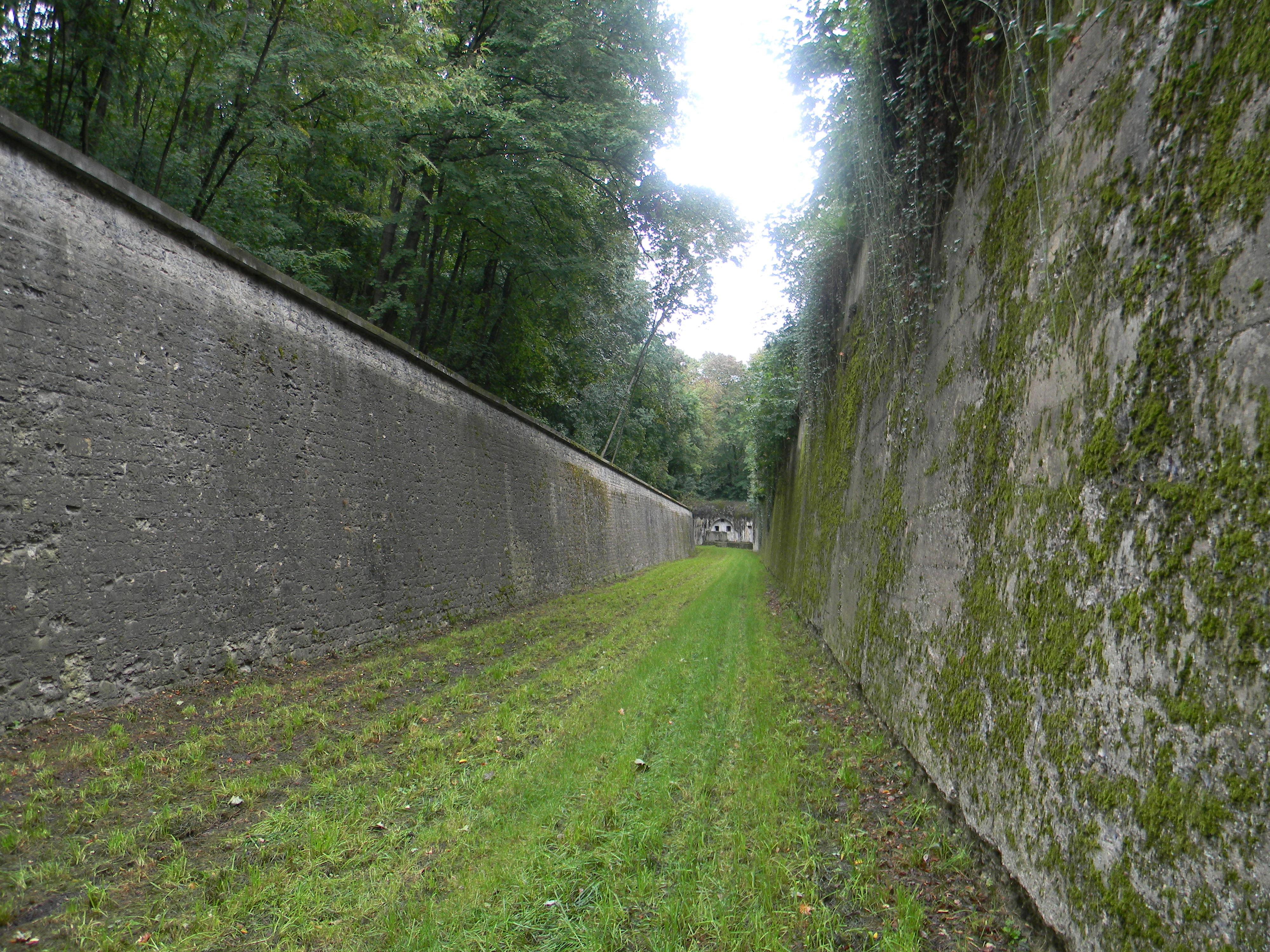
Fossé du fort de Saint-Priest, présentant une escarpe et contrescarpe revêtues en maçonnerie. Au bout, le coffre de contrescarpe assure la défense du fossé, large de 10 m et haut de 8 m, pour une longueur totale de 770 m autour du fort.

La contrescarpe est le talus extérieur du fossé d'un ouvrage fortifié. Il fait face à l'escarpe, le talus intérieur du fossé.

## Présentation
La contrescarpe est soit en terre, soit revêtue en maçonnerie. Dans les fortifications modernes, le fossé est battu par une galerie de contrescarpe percée de meurtrières. La hauteur de la contrescarpe doit permettre de couvrir entièrement le talus maçonné de l'escarpe de l'artillerie attaquante sans gêner les vues des défenseurs.